# 지기 스타더스트

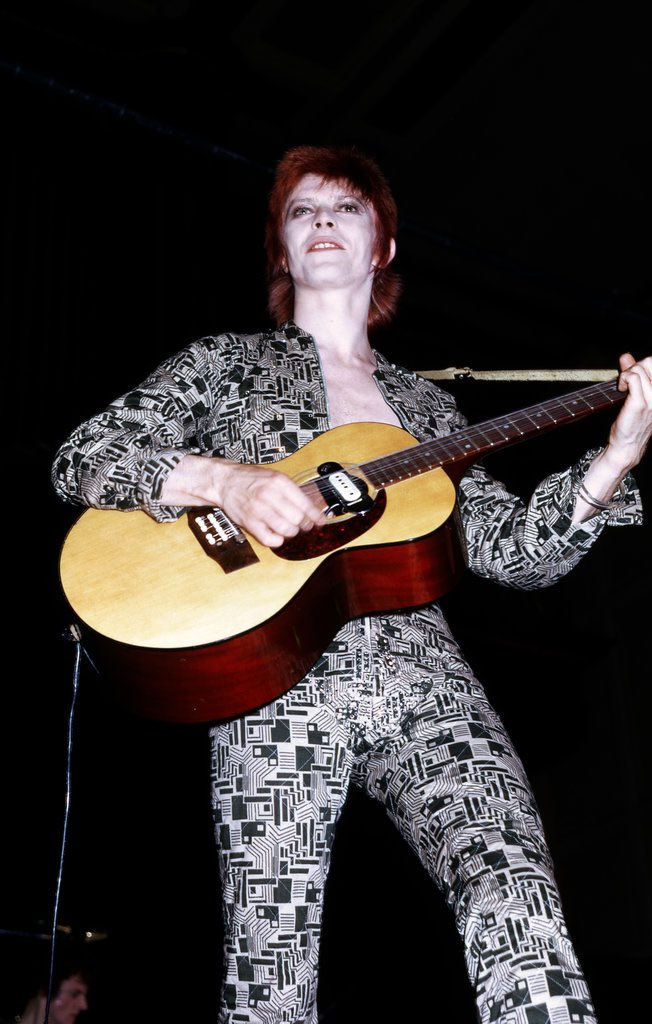
1972년 지기 스타더스트로 공연하고 있는 보위의 모습

지기 스타더스트(영어: Ziggy Stardust)는 잉글랜드의 음악가 데이비드 보위가 만든 가상의 인물로 1972년부터 1973년까지 보위의 무대 페르소나였다. 1972년에 발매된 《The Rise and Fall of Ziggy Stardust and the Spiders from Mars》의 수록곡 〈Ziggy Stardust〉의 이름을 딴 지기 스타더스트는 영국, 일본, 북아메리카에서의 콘서트 투어에서 보위가 콘셉트를 유지시켰으며, 그 기간 동안 보위는 백 밴드인 스파이더스 프롬 마스와 함께 공연했다. 보위는 다음 음반인 《Aladdin Sane》에서 콘셉트를 유지시켰다. 보위는 1973년 7월 3일 런던 해머스미스 오데온에서의 공연에서 지기 스타더스트로서의 마지막 공연을 진행하였다.

## 대중 문화에서

### 음악
- 1976년 초연된 사이버펑크 록 오페라 스타매니아(Starmania)에 지기라는 이름의 캐릭터가 등장하였다.
- 영국의 록 밴드 데프 레퍼드가 1987년 음반 《Hysteria》에 수록된 〈Rocket〉에서 지기를 언급하였다.
- 스웨덴의 밴드 윌레네 티데르(스웨덴어: Gyllene Tider)는 〈Åh Ziggy Stardust (var blev du av?)〉(아 지기 스타더스트 (어떻게 된 것인가?))라는 제목의 노래를 발매하였다.[1]
- 마크 알몬드는 1995년 싱글 〈Adored and Explored〉의 뮤직 비디오에서 지기 스타더스트의 분장을 하였다.[1]
- 마릴린 맨슨의 1998년 음반 《Mechanical Animals》의 표지에 등장하는 외계인 오메가는 지기 스타더스트를 토대로 만들어졌다.[2]
- 보이 조지는 2008년 싱글 〈Yes We Can〉의 비디오에서 지기 스타더스트의 만화 버전을 공개했다.[1]
- 맷 소럼은 2014년 음반 《Stratosphere》에 수록된 〈What Ziggy Says〉에서 지기 스타더스트를 언급했다.[1]

### 영화와 TV
- 1998년 영화 벨벳 골드마인에 등장하는 브라이언 슬레이드와 또 다른 자아 맥스웰 데몬은 지기 스타더스트를 연기하던 시기의 보위에 영감을 받아 만들어졌다. 하지만 보위는 자신과 영화가 관련이 없다고 발언했다.[3]

- 1999년 코미디 스페셜 〈Golden Years〉에서 리키 저베이스가 보위를 흉내내는 클리브 메도우스로 출연해 지기 스타더스트 복장을 착용하였다.[4]

- 잭 스나이더의 왓치맨에 지기 스타더스트의 복장을 착용한 인물이 등장한다.[5]
- 2021년 영화 크루엘라에 나오는 아티(존 매크레이가 연기)는 지기 스타더스트에 영감을 받은 캐릭터이다.[6]